# Roni Porokara
Roni Porokara (ur. 12 grudnia 1983 w Helsinkach) – fiński piłkarz występujący na pozycji napastnika. Od 2010 roku jest zawodnikiem klubu Beerschot AC.

## Kariera klubowa
Porokara seniorską karierę rozpoczynał w 2002 roku w klubie FC Jokerit. W 2003 roku trafił do zespołu FC Hämeenlinna z Veikkausliigi. W tych rozgrywkach zadebiutował 15 maja 2003 roku w wygranym 4:3 meczu z KuPS. 14 czerwca 2003 roku w wygranym 2:1 spotkaniu z FC Jokerit zdobył pierwszą bramkę w trakcie gry w fińskiej ekstraklasie. W 2004 roku spadł z klubem do Ykkönen. Wówczas opuścił drużynę.
W 2005 roku został graczem innego drugoligowego klubu, FC Honka. W tym samym roku awansował z nim do Veikkausliigi. W 2007 roku Porokara dotarł z zespołem do finału Pucharu Finlandii, jednak jego zespół przegrał tam po rzutach karnych z Tampere United.
W 2008 roku Porokara podpisał kontrakt ze szwedzkim Örebro SK. W Allsvenskan pierwszy mecz zaliczył 31 marca 2008 roku przeciwko Trelleborgs FF (1:0). 20 października 2008 roku w wygranym 3:1 spotkaniu z Helsingborgiem strzelił pierwszego gola w trakcie gry w Allsvenskan.
W 2010 roku Porokara przeszedł do Beerschotu AC.

## Kariera reprezentacyjna
W reprezentacji Finlandii Porokara zadebiutował 25 maja 2006 roku w zremisowanym 0:0 towarzyskim meczu ze Szwecją. 4 lutego 2009 roku w przegranym 1:5 towarzyskim spotkaniu z Japonią strzelił pierwszego gola w trakcie gry w kadrze.